# Héctor Velásquez
Héctor Juan Velásquez Vera (ur. 9 lutego 1952 w Loncoche, zm. 18 sierpnia 2010 w Santiago) – chilijski bokser.

## Życiorys
Dwukrotny mistrz Chile w wadze junior muszej (papierowej) – z 1970 i 1971. W 1971 zdobył srebrny medal igrzysk panamerykańskich w tej samej wadze. W 1972 reprezentował kraj na igrzyskach olimpijskich w tej samej wadze. Zajął 9. miejsce. W pierwszej rundzie wygrał z Mongołem Vanduiinem Batbajarem 5:0. W drugiej rundzie przegrał z Brytyjczykiem Ralphem Evansem 0:5. W latach 1973–1981 walczył zawodowo (miał status profesjonalisty). W 1979 wywalczył srebro na mistrzostwach Ameryki Południowej w wadze junior muszej. Zmarł 18 sierpnia 2010 w Hospital San Juan de Dios de Santiago w wyniku udaru mózgu.